# Diogenes z Seleucji

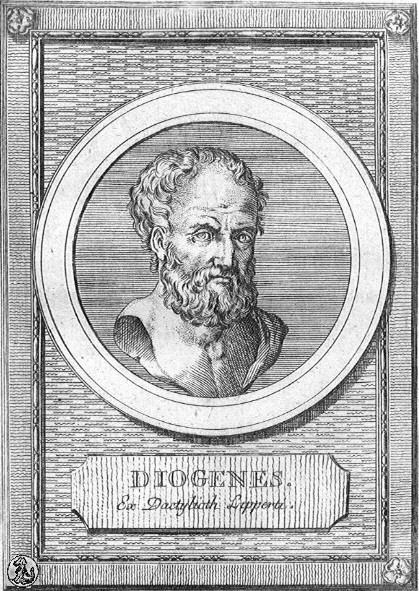

Diogenes z Seleucji, także Diogenes z Babilonu (gr. Διογένης) (około 238–150 p.n.e.) – stoicki filozof pochodzący z Seleucji nad Tygrysem, uczeń Chryzypa oraz Zenona z Tarsu, którego następcą został jako piąty z kolei scholarcha Stoi. Był autorem licznych pism, w tym m.in. O prawach. Powoływał się na niego Cyceron. Jego uczniem był Panajtios.
W 156/155 p.n.e. przebywał wspólnie z Karneadesem i Kritolaosem jako poseł ateński w Rzymie, dając mieszkańcom miasta okazję do głębszego zapoznania się z filozofią grecką.